# سبزی‌خردکن
سبزی خردکن وسیله‌ای برای خردکردن سبزی است. به وسیله دستگاه سبزی خردکن می‌توان هر نوع سبزی، سیر، فلفل دلمه، کلم، بادمجان، لوبیا سبز، مغز گردو، مغز بادام و غیره را در آشپزخانه‌های صنعتی یا خانگی خرد کرد.
در زندگی روزمره کنونی دستگاه سبزی خرد کن یکی از مهمترین و پر کاربردترین لوازم مورد نیاز در اکثر آشپزخانه‌های صنعتی یا خانگی می‌باشد.

## انواع دستگاه سبزی خرد کنی
سبزی خرد کن خانگی
از این دستگاه برای خرد کردن سبزی برای مصارف خانگی استفاده می‌گردد.
سبزی خرد کن صنعتی
از این دستگاه جهت خرد کردن انواع سبزیجات به منظور استفاده در هتل، رستوران، دانشگاه، بیمارستان، آشپزخانه تجاری، کارخانجات تولید بسته بندیهای سبزی خرد شده و بسیاری موارد دیگر استفاده می‌شود.